# Suárez (Tumbes)
Suárez es una localidad peruana ubicada en el distrito de Zorritos, perteneciente a la provincia de Contralmirante Villar del departamento de Tumbes, al norte del Perú. 

## Ubicación
Suárez se ubica al norte de la provincia de Contralmirante Villar, en el distrito de Zorritos, en el departamento de Tumbes.

## Demografía
En 2017 Suárez tenía una población de 14 habitantes.
| Gráfica de evolución demográfica de Suárez entre 1993 y 2017 |
|                                                              |
| Fuentes: Población 1993 y 2017                               |